# أهلانية

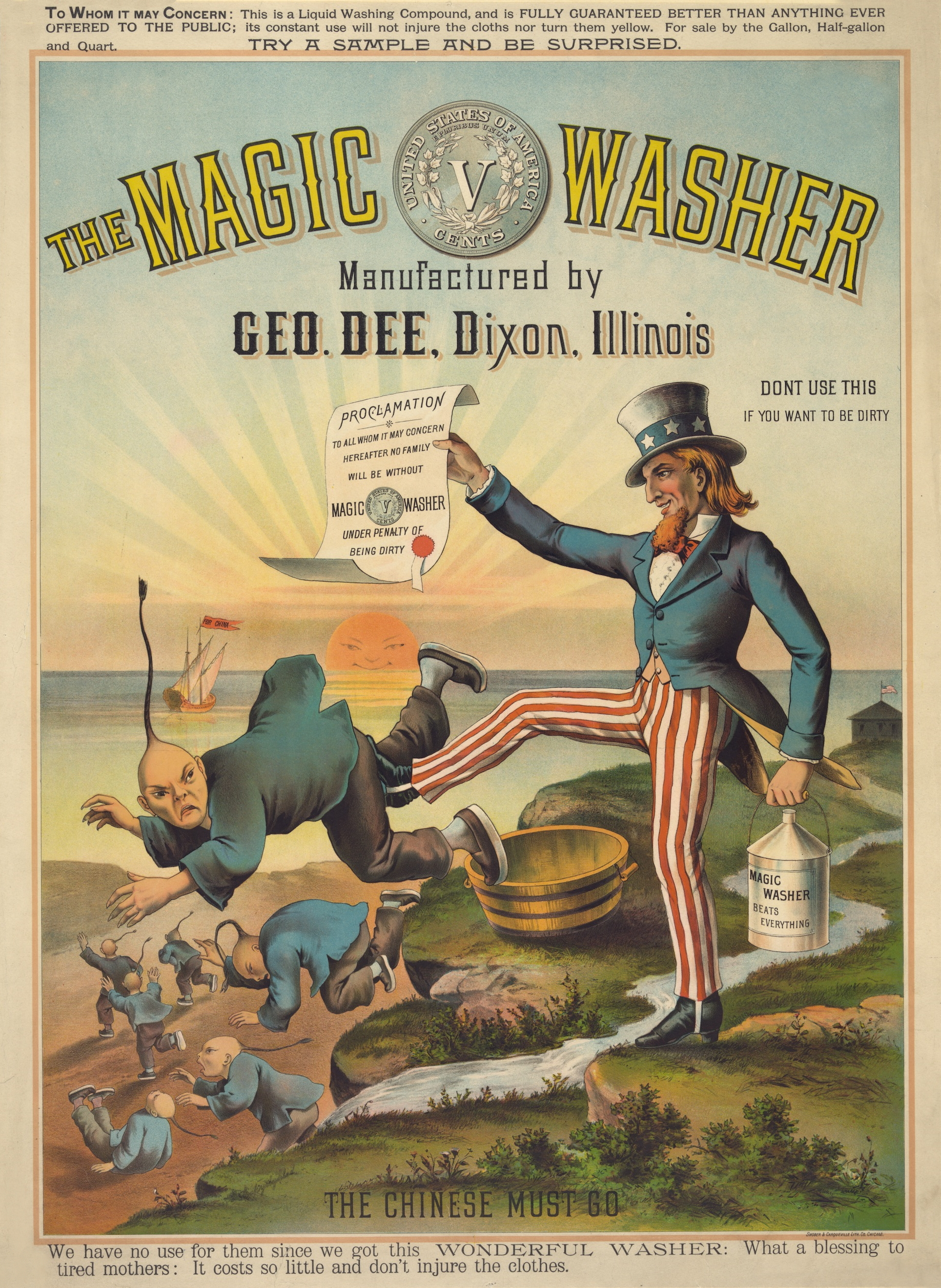

الأهلانية هي نهج سياسي يقوم على حماية مصالح أهل البلاد الأصليين وتقديمها على مصالح المهاجرين. في الدراسات العلمية، تعد الأهلانية مصطلحًا تقنيًا. لكن أولئك الذين يحملون هذه النظرة السياسية، لا يقبلون عادة بهذه التسمية. كتب Dindar (سنة 2009): "لا يعتبر الأهلانيون أنفسهم أهلانيين. بالنسبة لهم هو مصطلح سلبي، بل يعتبرون أنفسهم "وطنيين".
ظهر هذا المصطلح لأول مرة في القرن التاسع عشر في الولايات المتحدة الأمريكية.